# Vitale da Bologna
Vitale da Bologna (egentligen Vitale d'Aimo de' Cavalli), född 1289 i Bologna i Italien, död 1359 i Bologna, var en italiensk målare och grundare av den bolognesiska skolan.
Vitales tidiga verk, som innehåller ett starkt, dekorativt element, uppvisar sienesiskt inflytande. Han lade sig senare till med ett bredare, mer förenklat uttryckssätt. Målningarna omfattar flera madonnamotiv i museet i Bologna och Vatikanen samt en polyptyk i kyrkan San Salvatore i Bologna.
Stilistiskt kännetecknas Vitales arbeten av en förenkling av konturerna och en relativt nyanserad kolorit som består av lysande lokalfärger. Framför allt de mogna målningarna visar vilken viktig företrädare Vitale var för den så kallade ”veka stilen” som dominerade konsten i Norditalien mot mitten av 1300-talet.
I Sankt Görans strid med draken ses helgonet dräpande den ondskefulla draken med sin lans. Vitale da Bologna var en av de första i den västerländska konsthistorien att ta upp detta ikonografiska tema, som under de följande seklen kom att varieras. Med de olika rörelseriktningarna mellan häst och ryttare fylls scenen med dramatik.